# DanieLonely
DanieLonely（だにえるろんりー/ダニエルロンリー）は、永見陽幸（ながみようこう）、濱花直樹（はまはななおき）、加藤智之（かとうともゆき）、神藤恭平（しんとうきょうへい）の四人の俳優と、演出家Daniela Green（だにえらぐりーん/ダニエラグリーン）によって構成される演劇ユニット。2009年結成。

## 概要
2009年、関西小劇場で活動していた永見陽幸が、レンタル会議室にて観客なしでひとり朗読を行う際にDanieLonelyという名前を初めて使用。その後、濱本直樹（現在は濱花直樹と改名）が参加し、2010年4月、DanieLonely Introduction「遭遇-僕たちが孤独の河をくだる時-」を上演。2010年12月には、正式加入しないものの、加藤智之と神藤恭平が参加しDanieLonely vol.2「1966」を上演。その後は4人で作品を発表し続け、2012年、加藤と神藤が正式加入し、現在の構成となる。「下町ファンタジー」と銘打ち、男四人の演劇作品を年１〜２本発表し続けている。また、2017年からはYouTubeにて不定期でオンラインドラマシリーズ「四谷橋なんでも屋商店の、人々」を作成している。

## メンバー
Daniela Green
カナダ、ブリティッシュコロンビア州出身。
永見陽幸
広島県出身。
濱花直樹
静岡県出身。
加藤智之
岐阜県出身。
神藤恭平
大阪府出身。

## 公演履歴（特記がない限り出演はDanieLonely四名）
- DanieLonely introduction  『遭遇-僕たちが孤独の河をくだる時-』  作：DanieLonely　演出：Daniela Green　出演：永見陽幸・濱本直樹
- DanieLonely vol.2 『1966』  原作：HAL 「ROUTE66」　演出：Daniela Green
- DanieLonely vol.3  『４』  脚本:HAL　演出:Daniela Green
- DanieLonely vol.4  『あの退屈な日々よ』  脚本:ヒガシ エイスケ　演出:Daniela Green
- DanieLonely the Lacky Line  『You Know My Name?』  作：早川康介（劇団ガバメンツ）　演出：Daniela Green　出演：濱本直樹・神藤恭平/武田暁（魚灯）
- DanieLonely vol.5  『朝日のあたる家』  作・ヒガシエイスケ　演出・Daniela Green
- Danielonely vol.6  『１９６６＋３』  脚本：ヒガシエイスケ　演出：Daniela Green
- DanieLonely vol.7  『星屑』  脚本：ヒガシエイスケ　演出：Daniela Green
- DanieLonely vol.8   『明星』  脚本：ヒガシエイスケ　演出：Daniela Green
- DanieLonely the Lacky line  『誰だ。カレーにスイカを入れたのは』   作：山本正典（コトリ会議）　演出：Daniela Green　出演：神藤恭平・加藤智之・濱本直樹/大江雅子・塩尻綾香・下島りえ
- DanieLonely　vol.9   『in the good』  作:ヒガシエイスケ　演出:Daniela Green
- DanieLonely vol.10   『石ころとテイラー・スウィフト』   作：蝉川りょう　演出：Daniela Green
- DanieLonely vol.11  『散歩でも行きますか』  作：ヒガシエイスケ　演出：Daniela Green
- DanieLonely vol.12  『通りを抜けて、街を背に』  作：ヒガシエイスケ　演出：Daniela Green
- DanieLonely vol.13  『ダイアナ』  作：ヒガシエイスケ　演出：Daniela Green